# Omar Laimina
Omar Laimina (1952) è un ex tennista marocchino.

## Carriera
In carriera ha raggiunto nel singolare la 166ª posizione della classifica ATP. Nei tornei del Grande Slam ha ottenuto il suo miglior risultato raggiungendo le semifinali di doppio misto all'Open di Francia nel 1977, in coppia con la francese Dominique Beillan.
In Coppa Davis ha disputato un totale di 40 partite, ottenendo 20 vittorie e 20 sconfitte.